# Adolf Bon
Adolf Bon (ur. 1890 w Huszczy, zm. 14 sierpnia 1944 w Łochowie) – polski nauczyciel, spółdzielca i działacz chłopski, poseł na Sejm I kadencji (1922–1927). 

## Życiorys
Ukończył seminarium nauczycielskie w Warszawie oraz Instytut Pedagogiczny w Symferopolu. W czasie I wojny światowej pracował jako urzędnik w wojsku rosyjskim, a po jej zakończeniu związał się ze spółdzielczością w Brześciu Litewskim, w którym pracował również jako nauczyciel. W 1921 przystąpił do PSL „Wyzwolenie” (od 1922 zasiadał w Zarządzie Głównym). W 1922 został wybrany posłem z jego list w okręgu Brześć nad Bugiem. W 1924 znalazł się wśród założycieli Niezależnej Partii Chłopskiej, kierował jej strukturami na Polesiu. 
W 1927 bez powodzenia organizował Radykalną Partię Włościańską Ziem Białoruskich, wydawał również chłopskie pismo w języku białoruskim „Zorja”. Od 1928 poświęcił się pracy spółdzielcy w województwie poleskim. W 1935 przeniósł się na drugi brzeg Bugu do Łochowa, gdzie również pracował w spółdzielczości. W 1938 r. za prowadzoną działalność polityczną został aresztowany. W więzieniu spędził ponad sześć miesięcy.
Zginął tragicznie podczas II wojny światowej raniony po wybuchu miny. Pochowany został na cmentarzu parafialnym w Kamionnej.